# Blastobasis arguta
Blastobasis arguta é uma espécie de mariposa do gênero Blastobasis pertencente à família Coleophoridae.